# ルイス・パジェット
ルイス・パジェット(Lewis Padgett)は、アメリカ合衆国のSF作家ヘンリー・カットナーとC・L・ムーアの共同ペンネームである。詳しくは各人の項目を参照。
パジェット名義での作品には以下のものがある。
- A Gnome There Was, 1941.「地の底に棲む鬼」
- Piggy Bank, 1942.
- Deadlock, 1942.
- The Twonky, 1942.「トオンキィ」
- Compliments of the Author, 1942.「著者謹呈」
- Time Locker, 1943.「次元ロッカー」（ギャロウェイ・ギャラハー）
- Mimsy Were the Borogoves, 1943.「ボロゴーヴはミムジィ」
- Shock, 1943.
- Open Secret, 1943.
- The World Is Mine, 1943.「世界はぼくのもの」（ギャロウェイ・ギャラハー）
- Endowment Policy, 1943.
- The Proud Robot, 1943.「自惚れロボット」（ギャロウェイ・ギャラハー）
- Gallegher Plus, 1943.「ギャラハー・プラス」（ギャロウェイ・ギャラハー）
- The Iron Standard, 1943.12「金星サバイバル」
- When the Bough Breaks, 1944.「親指の折れるとき」
- The Piper's Son, 1945.（『ミュータント』第一話）
- Three Blind Mice, 1945.（『ミュータント』第二話）
- The Lion and the Unicorn,1945.「獅子と一角獣」（『ミュータント』第三話）
- Camouflage, 1945.
- What You Need, 1945.「御入用の品あります」
- Line to Tomorrow, 1945.「未来回路」
- Beggars in Velvet, 1945.（『ミュータント』第四話）
- The Dark Angel, 1946.「黒い天使」
- We Kill People, 1946.
- Rain Check, 1946.
- The Cure, 1946.「ガラスの狂気」
- Time Enough, 1946.
- The Fairy Chessmen, 1946. (2 parts)
- Chessboard Planet, 1946. (novel)
- Murder in Brass, 1946.
- Project, 1947.
- Jesting Pilot, 1947.
- Margin for Error, 1947.
- Tomorrow and Tomorrow, 1947. (2 parts)
- Exit the Professor, 1947.「教授退場」（ホグベン一家）
- The Day He Died, 1947. (novel)
- Ex Machina, 1948.
- Private Eye, 1949.「プライベート・アイ」
- The Prisoner in the Skull, 1949.
- See You Later, 1949.「御先祖様はアトランティス人」（ホグベン一家）
- Beyond Earth's Gates, 1949. (novel)
- Tomorrow and Tomorrow, 1951. (novel)
- Tomorrow and Tomorrow & The Fairy Chessmen, 1951. (omnibus)
- The Far Reality, 1951. (companion novel to Tomorrow and Tomorrow)
- Humpty Dumpty, 1953.（『ミュータント』第四話）
- Epilogue, 1953. (essay)
- Line to Tomorrow and Other Stories of Fantasy and Science Fiction (collection)

## 邦訳刊行された書籍
- ミュータント ルイス・パジェット(著), 浅倉久志(翻訳) ハヤカワ・SF・シリーズ 1964
- ロボットには尻尾がない 〈ギャロウェイ・ギャラガー〉シリーズ短篇集 ヘンリー・カットナー(著), 山田順子(翻訳) 竹書房文庫 2021/11/29
  - カットナーの死後編纂された原著のペイパーバックの再版の序文でムーアは、「ギャロウェイ・ギャラハー」シリーズについては全編をカットナーがひとりで執筆していたと書いている。